# Johnny Orr
John Michael "Johnny" Orr (Condado de Crawford, 10 de junho de 1927 — Ames, 31 de dezembro de 2013) foi um jogador norte-americano de basquete profissional que disputou uma temporada na National Basketball Association (NBA). Também atuou como treinador desta modalidade. Foi escolhido no draft da BAA de 1948 pelo Minneapolis Lakers, mas decidiu terminar os estudos universitários, foi selecionado no ano seguinte pelo St. Louis Bombers como a vigésima escolha geral no draft de 1949.